# Budapest Black Knights
I Budapest Black Knights sono stati una squadra di football americano di Budapest, in Ungheria, chiusa nel 2007.

## Dettaglio stagioni

### Amichevoli
| Stagione | Vin | Par | Per | Tot | PF | PS | avversaria                                                               |
| -------- | --- | --- | --- | --- | -- | -- | ------------------------------------------------------------------------ |
| 2005     | 2   | 1   | 0   | 3   | 36 | 8  | North Pest Vipers, St. Lawrence Giants, Zala Predators                   |
| 2006     | 1   | 1   | 2   | 4   | 41 | 57 | Szolnok Soldiers, Budapest Wolves 2, Uzhgorod Warriors, Budapest Cowboys |
| Totale   | 3   | 2   | 2   | 7   | 77 | 65 |                                                                          |

### Tornei nazionali

#### Campionato

##### MAFL/Divízió I
| Stagione | regular season | regular season | regular season | regular season | regular season | regular season | playoff | playoff | playoff | playoff | playoff | playoff    | playoff             |
|          | Vin            | Par            | Per            | Tot            | PF             | PS             | Vin     | Per     | Tot     | PF      | PS      | risultato  | avversaria          |
| -------- | -------------- | -------------- | -------------- | -------------- | -------------- | -------------- | ------- | ------- | ------- | ------- | ------- | ---------- | ------------------- |
| 2006     | 3              | 0              | 1              | 4              | 84             | 59             | 0       | 1       | 1       | 36      | 43      | Semifinale | Debrecen Gladiators |
| 2007     | 2              | 0              | 2              | 4              | 72             | 79             | 0       | 1       | 1       | 6       | 42      | Semifinale | Győr Sharks         |
| Totale   | 5              | 0              | 3              | 8              | 156            | 138            | 0       | 2       | 2       | 42      | 85      |            |                     |

Fonti: Enciclopedia del Football - A cura di Massimo Mezzetti

#### Coppa
| Stagione | regular season | regular season | regular season | regular season | regular season | regular season | playoff | playoff | playoff | playoff | playoff | playoff   | playoff    |
|          | Vin            | Par            | Per            | Tot            | PF             | PS             | Vin     | Per     | Tot     | PF      | PS      | risultato | avversaria |
| -------- | -------------- | -------------- | -------------- | -------------- | -------------- | -------------- | ------- | ------- | ------- | ------- | ------- | --------- | ---------- |
| 2006     | 1              | 0              | 1              | 2              | 67             | 55             | -       | -       | -       | -       | -       | -         | -          |
| Totale   | 1              | 0              | 1              | 2              | 67             | 55             | -       | -       | -       | -       | -       |           |            |

Fonti: Enciclopedia del Football - A cura di Massimo Mezzetti

### Riepilogo fasi finali disputate
| Anno           | Luogo    | Evento    | Fase del torneo | Incontro                                     | Risultato |
| 17 giugno 2006 | Debrecen | MAFL      | Semifinale      | Debrecen Gladiators - Budapest Black Knights | 43 - 36   |
| 24 giugno 2007 | Győr     | Divízió I | Semifinale      | Győr Sharks - Budapest Black Knights         | 42 - 6    |